# Morganx
Morganx är en kommun i departementet Landes i regionen Nouvelle-Aquitaine i sydvästra Frankrike. Kommunen ligger i kantonen Hagetmau som tillhör arrondissementet Mont-de-Marsan. År 2022 hade Morganx 168 invånare.

## Befolkningsutveckling
Antalet invånare i kommunen Morganx
Referens:INSEE